# Atomowy glina
Atomowy glina (wł. Poliziotto superpiù) – włosko-amerykańska komedia fantastyczna z 1980 roku w reżyserii Sergia Corbucciego. Główne role zagrali Terence Hill i Ernest Borgnine.

## Obsada
- Terence Hill – Dave Speed
- Ernest Borgnine – sierż. Willy Dunlop
- Marc Lawrence – Tony Torpedo
- Joanne Dru – Rosy Labouche
- Julie Gordon – Evelyn
- Lee Sandman – McEnroy, szef policji
- Herb Goldstein – Silvius
- Salvatore Borghese – Paradise
- Sergio Smacchi – Slot
- Claudio Ruffini – Row

i inni...

## Fabuła
Dave Speed, policjant z Miami zostaje przypadkowo napromieniowany w wyniku wybuchu jądrowego. Dzięki temu zyskuje nadzwyczajne siły, które pomogą mu w walce z przestępczością.